# Camptopoeum samarkandum
Camptopoeum samarkandum là một loài Hymenoptera trong họ Andrenidae. Loài này được Radoszkowski mô tả khoa học năm 1872.